# Hugh Algernon Weddell
Hugh Algernon Weddell (22 de junho de 1819 - 22 de julho de 1877) foi um médico e botânico especializado na flora sul-americana .
Weddell nasceu em Birches House , Painswick perto de Gloucester , Inglaterra , mas foi criado na França e educado no Lycée Henri IV , onde se formou em medicina em 1841. Ele também estudou botânica e se tornou um membro respeitado da fraternidade botânica francesa. Enquanto estudava, acompanhou Adrien-Henri de Jussieu (1797-1853) em numerosas expedições botânicas e tornou-se colaborador de Ernest Cosson (1819-1889) e Jacques Germain de Saint-Pierre (1815-1882) na preparação de Flore des environs de Paris (1845). Em 1843, foi convidado a integrar a expedição deFrançois Louis de la Porte, conde de Castelnau para a América do Sul , e ele explorou e coletou espécimes botânicos naquele continente por cinco anos.
Em maio de 1845, Weddell deixou a expedição que estava então no Paraguai, e empreendeu uma viagem solitária que o levaria ao Peru e à Bolívia . Antes de deixar Paris, ele havia sido particularmente instruído pelo Muséum national d'Histoire naturelle a realizar uma investigação completa da planta Cinchona , ou árvore da "casca febril" em seu habitat nativo. Cinchona , a fonte de quinino, tinha grande importância comercial e os europeus a investigavam há quase duzentos anos com o objetivo de cultivá-la em regiões distantes da Cordilheira dos Andes. Weddell explorou várias regiões onde as árvores cresciam e identificou nada menos que quinze espécies distintas do gênero Cinchona (Rubiaceae). As sementes que ele levou para Paris foram germinadas no Jardin des Plantes , e as plantas foram usadas para estabelecer florestas de Cinchona em Java e em outros lugares nas Índias Orientais .
Em 1847 casou-se com Manuela Bolognesi,  residente em Arequipa . Em março de 1848, ele havia retornado a Paris, deixando sua esposa na América do Sul.

Em Paris, Weddell recebeu o cargo de naturalista assistente no museu. Ele ocupou o cargo até 1853. Weddell fez uma segunda viagem à América do Sul em 1851. Ele voltou para a França e morreu em 22 de julho de 1877 em Poitiers , enquanto cuidava de seu pai.

Carta da Sra. Weddell ao presidente da Sociedade, 17 de junho de 1891 . In: Bulletin de la société académique d'agriculture de Poitiers , edição 307, 1891, p. 163.
Deville, E. (1851). "Note sur espèces nouvelles d'oiseaux provenant de l'expédition de M. Castelnau" . Revue et magasin de zoologie pure et appliquée . 2º ser. 3 (5): 209.